# John Scott Lennox Gilmour
John Scott Lennox Gilmour FLS (Londres, 28 de septiembre de 1906 - Cambridge, 3 de junio de1986) fue un botánico, horticultor británico. De 1951 a 1973 fue director of Jardín Botánico de la Universidad de Cambridge.

## Algunas publicaciones
- 2008. Wild Flowers (New Naturalist Facsimilies 5). Con Stuart Max Walters. 5ª ed. ilustrada, reimpreso de HarperCollins Publishers 256 p. ISBN 0007278527, ISBN 9780007278527
- 1962. Wild Flowers: Botanising in Britain. New naturalist. Con Stuart Max Walters. 3ª ed. de Collins, 242 p.
- 1947. Wild Flowers of the Chalk. King Penguin books 37. Ed. Penguin Books, 29 p.
- 1944. British Botanists. Britain in pictures 79. Ed. Collins, 48 p.
- 1931. Practical Education: The Reform of Native Horticulture, puntos 11-14. Anthropology : report, Papua Government Anthropologist, 9 p.

## Membresías
- Clare College, Cambridge.[2][3]